# اوناگی (غذا)
اوناگی (انگلیسی: Unagi) در آشپزی ژاپنی به مارماهی‌سانان به‌ویژه مارماهی ژاپنی گفته می‌شود. در آشپزی ژاپنی اوناگی بیشتر بخشی از غذایی به نام اونادون یا اوناگی‌دون سرو می‌شود. اونادون یکی از انواع غذاهایی است که به نام دون‌بوری شناخته می‌شوند. در اونادون برنج پخته ژاپنی در زیر کاسه قرار گرفته و برشی از مارماهی پخته بر روی برنج گذاشته می‌شود.
اوناگی یکی از عناصری است که در تهیه سوشی به کار می‌رود.